# Belgischer Fußballpokal 2025/26
Der belgische Fußballpokal 2025/26 begann am 20. Juli 2025. Das Finale soll am 14. Mai 2026 stattfinden.

## Modus
Generell sind U 23-Mannschaften, egal in welcher Spielklasse sie eingegliedert sind, im Pokal nicht spielberechtigt.
Die ersten sechs Runden wurden am 27. Juni 2025 gemeinsam ausgelost.
Die Vorrunde am 20. Juli 2025 wurde von 52 der insgesamt 140 Vereine in den Provinzklassen ausgetragen. In der ersten Runde am 27. Juli 2025 kamen zu den 26 Siegern der Vorrunde die restlichen 88 Vereine aus den Provinzklassen dazu, so dass in dieser Runde 114 Spiele ausgetragen wurden.
Die 57 Sieger trafen in der 2. Runde am 3. August 2025 mit den 63 Vereinen der 3. Division Amateure zusammen. Entsprechend fanden in dieser Runde 60 Spiele statt. Zu den Gewinnern der 2. Runde kamen in der 3. Runde, die am 10. August 2025 gespielt wurde, die 46 Vereine aus der zweiten Amateur-Division dazu.
In der 4. Runde, die am 17. August 2025 gespielt wurde, kamen zu den 53 Siegern der 3. Runde die 23 Vereine der ersten Amateur-Division dazu. In der 5. Runde, die am 24. August 2025 stattfindet, kommen keine weiteren Vereine hinzu, so dass 38 Vereine 19 Spiele bestreiten werden.
Diese 19 Sieger werden in der 6. Runde, die am 7. September 2025 ausgetragen wird, mit den 13 Mannschaften aus der Division 1B, die keine U 23-Mannschaften sind, zusammentreffen. Dabei wird jeder Mannschaft aus der Division 1B ein Sieger aus der 5. Runde zugelost. Dadurch steht schon vorher fest, dass mindestens drei Amateurclubs das Sechzehntelfinale erreichen.
Von der 6. Runde bis zum Viertelfinale haben Amateurvereine zwingend Heimrecht, sofern ihr Stadion den Infrastruktur-Mindestanforderungen entspricht. Ist das nicht der Fall, wird das Pokalspiel beim ausgelosten Gegner ausgetragen.
Ab dem Sechzehntelfinale werden auch die Vereine der Division 1A am Spielgeschehen des belgischen Pokals beteiligt. Ab dieser Runde wird der Pokal durch Pro League organisiert.
Das Halbfinale wird im Hin- und Rückspiel ausgetragen. Hier wird das Heimrecht im ersten Spiel stets durch Los bestimmt. Die anderen Spiele werden in nur einer Partie ausgespielt. Steht es nach 90 Minuten unentschieden (beim Halbfinale nach Addition beider Spielstände), folgen eine Verlängerung und gegebenenfalls ein Elfmeterschießen.